# یواس‌اس ناتیک (وای‌تی‌بی-۷۶۰)
یواس‌اس ناتیک (وای‌تی‌بی-۷۶۰) (به انگلیسی: USS Natick (YTB-760)) یک کشتی بود که طول آن ۱۰۹ فوت (۳۳ متر) بود. این کشتی در سال ۱۹۶۱ ساخته شد.